# Service réseau
Dans le cas d'un réseau informatique, un service réseau est une application exécutée depuis la couche d'application réseau et au-dessus. Il fournit des capacités de stockage, de manipulation, de présentation, de communication ou d'autres services qui sont souvent mises en œuvre en utilisant une architecture client-serveur ou pair à pair basée sur un protocole de communication de la couche « application » du modèle OSI.
Chaque service est habituellement fourni par un composant de serveur fonctionnant sur un ou plusieurs ordinateurs (souvent un ordinateur serveur dédié offrant plusieurs services) et accessible via un réseau par des composants client exécutés sur d'autres périphériques. Toutefois, les composants client et serveur peuvent être exécutés sur la même machine.
Les clients et les serveurs ont souvent une interface utilisateur, et parfois d'autres matériels qui leur sont associés.